# Radio Darmstadt
Radio Darmstadt est une radio associative allemande de Darmstadt, dans le Land de Hesse.

## Histoire
Radio Darmstadt est la première radio associative à obtenir une licence en 1996 et émet le 1er février 1997. Elle propose un programme tourné vers la citoyenneté, comme par exemple une émission d'éducation sur les médias.
En plus de programmes réguliers, la radio multiplie de nombreux projets et émissions spéciales ; elle est présente lors de manifestations publiques, fait des émissions en direct (en particulier dans les domaines de la politique et du sport) ainsi que des collaborations avec différents partenaires.
En 1995 et 1996, elle est une radio événementielle lors du Heinerfest.
Dans un premier temps, le studio est dans un ancien bâtiment de la crèche municipale, à Bismarckstraße ; quelques mois après la première diffusion, elle vient dans un studio à Hindenburgstrasse. En février 2000, elle s'installe à Steubenplatz. Après les mises à niveau techniques sur l'enregistrement et la diffusion en haute qualité à l'été 2008, Radio Darmstadt améliore considérablement sa qualité sonore.
Le 31 décembre 2012, la licence est prolongée de quatre ans. Pourtant le 26 mars 2012, l'autorité de régulation n'était pas favorable à la suite de dissensions au sein de la rédaction. Elle fut accordée après des engagements sur les programmes.

### Source de la traduction
- (de) Cet article est partiellement ou en totalité issu de l’article de Wikipédia en allemand intitulé « Radio Darmstadt » (voir la liste des auteurs).